# 333125 Maestas
333125 Maestas è un asteroide della fascia principale. Scoperto nel 2007, presenta un'orbita caratterizzata da un semiasse maggiore pari a 2,516750 UA e da un'eccentricità di 0,155289, inclinata di 4,462732° rispetto all'eclittica.
Alexander J. Maestas è un ingegnere di sistema americano. È un operatore in tempo reale per la missione di ritorno del campione di asteroidi OSIRIS-REx. In precedenza, Alexander ha supportato le operazioni a terra e nello spazio come ingegnere di sistemi/radiofrequenze per diversi programmi satellitari e per l'Air Force Satellite Control Network.